# Foetz
Foetz (luxemburgska: Féiz) är ett samhälle i kommunen Mondercange i kantonen Esch-sur-Alzette i Luxemburg. Foetz ligger 299 meter över havet och antalet invånare är 483.